# Dead Man's Curve
Dead Man's Curve är en låt framförd av Jan and Dean från 1964, skriven av Brian Wilson, Artie Kornfeld, Roger Christian och Jan Berry. Låten blev med en åttondeplats på Billboard Hot 100-listan en av duons största hitsinglar. Även singelns b-sida "The New Girl in School" gjorde visst avtryck på Billboard-listan.
Låten följer en ung man med en Chevrolet Corvette Sting Ray som utmanas i ett street race av en man med en Jaguar E-type. Protagonisten  kraschar dock bilen i en snäv kurva, och i låtens slut hörs han tala om för en läkare vad som var det sista han minns innan  kraschen.
Låten finns i två versioner. Den version som släpptes på singel innehåller ljudeffekter och ett brassarrangemang som saknas på den version av låten som finns med på albumet Drag City.

## Listplaceringar
- Billboard Hot 100, USA: #8[1]
- Tio i topp, Sverige: #9[2]